# Базаренко Іван Сергійович
Іва́н Сергі́йович Базаренко (нар. 18 липня 1986) — капітан Збройних сил України, командир батальйону 79-ї бригади, учасник російсько-української війни.

## Життєпис
Народився 18 липня 1986 у родині медсестри та інспектора санепідслужби. Навчався в Миколаївському автомобільному коледжі та Національній академії сухопутних військ імені гетьмана Петра Сагайдачного, яку закінчив 2012 року. Того ж року почав службу в 79-й аеромобільній бригаді у складі 1-ї десантно-штурмової роти. З 2014 року брав участь в АТО, де отримав звання капітана і позивний «Хірург». Брав участь, зокрема, в боях за Донецький аеропорт, воював під Маріуполем та Дебальцевим.
У 2017 він повернувся до Миколаєва. У серпні того ж року долучився до лав патрульної поліції України, де почав готувати бійців підрозділів тактико-оперативного реагування. Працював заступником начальника Управління — начальника відділу чергової служби УПП в Миколаївській області.

## Нагороди
- За особисту мужність і героїзм, виявлені у захисті державного суверенітету та територіальної цілісності України, вірність військовій присязі під час російсько-української війни нагороджений орденом Богдана Хмельницького III ступеня (указ президента України від 4 грудня 2014)[5].
- 29 червня 2016 нагороджений недержавним орденом «Народний Герой України»[6][7].